# 公元2150 (遊戲)
《公元2150》是一款3D即時戰略遊戲，在2000年由Strategic Simulations公司和波蘭的開發商Reality Pump推出，為《公元2140》的後續作品。儘管Pumpkin Studios的《戰地2100》在美國比《公元2150》更早推出，《公元2150》仍被視為最先上市的一批全3D即時戰略遊戲之一，它的續作《地球2160》（在台灣，因代理商的不同而有譯名差異）在2005年8月推出。《公元2150》有兩個獨立的資料片：《公元2150：月球計畫》和《公元2150：失落的靈魂》。

## 故事背景
時間是22世紀，地球在多場慘烈的戰爭後由兩個強權所統治：「聯合文明合眾國」（United Civilized States，UCS）和「歐亞帝國」（Eurasian Dynasty，ED）。由於決策電腦格蘭（GOLAN）的錯誤判斷，聯合文明合眾國派軍攻擊了歐亞帝國的領土，兩國之間於是爆發了激烈的戰爭。
戰事持續了將近十年，歐亞帝國在初期原本獲得了許多戰事的勝利，然而卻在合眾國開始反擊的時候節節敗退，這逼迫帝國在戰爭中使用新型、尚未經過測試的強大核子武器，直接對合眾國在北極圈內的軍隊進行轟炸，其威力是如此強大，導致了地球脫離了原本的運行軌道，逐漸縮短與太陽之間的距離。當這個災難性的結果被發現的時候，兩個強權的領導人馬上就明白了這個問題的嚴重性，他們必須為自己建造一個撤退艦隊，離開這顆即將毀滅的星球，地球上僅存的一點資源卻是不夠的，意味著兩國必須為此再度廝殺。同時，一個月球上的第三勢力在此時回到了地球：「月球企業」（Lunar Corporation，LC），加入這場資源的爭奪。最後的戰爭開始了，這將比以往在地球上發生的任何戰爭都還要慘烈……

## 陣營
公元2150 包含了三個獨特的陣營。
- 聯合文明合眾國（United Civilized States，UCS）

這個民主國家統治了南北美洲，它的國名暗示著它是由原先的美國逐漸擴張到整個大陸的結果。UCS擁有先進的科技，人工智慧機器人被使用在每個地方，儘可能替代人類的工作，而它的人民則極為懶散。為了去除貪污，所有的官員都是經由電腦「抽籤」選出，然後接受電腦的輔助執政。然而，實際的情況是這些官員們百分之百接受電腦的「建議」，使電腦實際上統治了這個國家。
在總統強納生‧史旺（Jonathan Swamp）的指示下，UCS的科學家們建造了尼歐（NEO）和格蘭（GOLAN），兩者都是合眾國進步的科技精密結晶。格蘭負責指揮軍隊系統，而尼歐則掌管政治。它們擁有遠超過任何有機生命的智慧，並控制了UCS的所有軍隊，包含了軍用機器人。軍用雙足機器人就和人類駕駛的載具一樣有效率，他們搭載了各式強大的武裝，諸如榴彈發射器、陰影產生器和電漿砲。其他科技包含了運用在墜毀的UFO中發現的反重力推進引擎，還有由ED竊取而來的制式的105和120公釐砲。UCS的部隊包含了虎式（Tiger）、黑豹（Panther）、美洲豹（Jaguar）還有蜘蛛式（Spider）等地面作戰機器人，空中則有蓋格爾（Gargoyle）、蝙蝠式（Bat）還有龍式（Dragon）作戰飛行器
- 歐亞帝國（Eurasian Dynasty，ED）

ED是一個建立在前俄國基礎上的蒙古帝國，並在隨後征服了亞洲和歐洲的多數地區。在政治上施以極權的鐵腕統治，任何對政府的批評或不滿將被以叛國罪或顛覆國家論處。在科技方面，他們只使用了諸如坦克和直升機的原始科技，儘管這類設計不如其他兩個國家先進，但是代表了他們不易故障而且極為可靠。
基本的ED部隊配備了機槍、105公釐砲和火箭發射器，而更先進的部隊則使用雷射武器、離子槍（用來對付UCS使用AI系統的部隊）和核彈。ED的武器設計上可以看到一些前蘇聯的影子，例如帕米爾坦克（Pamir，改裝過的M1A2，僅需一人駕駛），科索契夫（Kruszchev）還有窩瓦（Volga）坦克，烏拉爾「防禦坦克」（Ural "defense tanks"，實際上是難以擊破的大型坦克）；哥薩克（Cossack）、哥羅茲尼（Grozny）、雷神（Thor）及可汗（Khan）戰鬥直升機，還有他們強大的海軍。
- 月球企業（Lunar Corporation，LC）

LC是個女權社會，由一個太空探索組織演化而來。在第三次世界大戰爆發後，LC全面移民到月球上，並切斷了所有與地球的聯繫，直到2150年的悲劇發生。雖然LC厭惡戰爭，但情勢逼迫它回到地球，和其他兩個國家搶奪僅有的資源──月球上可得的資源並不足以供給他們製造一個大型撤退艦隊。LC在三個國家裡是最先進的，高效率的太陽能發電系統和早在UCS前使用了反重力推進的載具即是例子。在遊戲中，LC不像其他兩個陣營一樣挖戰壕或地下隧道；同時他們也不在地上建造建築，因為LC有能力把所有必需品（包括建築物）從地球軌道上空降到戰場。
在戰鬥中，他們使用完全異於其他陣營的武裝，像是電子砲和音波武器（由採礦設備改良），LC的部隊通常裝甲較為薄弱，火力也不如其他兩個國家，但是LC有比ED和UCS強兩倍的能量護盾。在戰役模式中，LC擁有一架被稱為「毒牙」（Fang）的外星戰鬥載具，這是一個UCS送來的禮物，希望藉此簽訂兩國之間的同盟條約。雖然失去這個獨一無二的單位會直接導致任務失敗，但毒牙的強大武器可以輕易屠殺任何膽敢擋在他面前的部隊。

## 遊戲進行與遊戲特色
- 在戰役模式中，本作就如同傳統的即時戰略遊戲一樣，必須採集資源以建造建築和單位，但同時也必須把資源投入到建立撤退艦隊上，在有限的時間裡把這個艦隊構築起來。遊戲並不是完全照著特定的方向進行，而是給予玩者選擇執行哪些任務。隨著故事的進行，地球開始變得越來越熱，由冬季地形轉換成秋季，很快又進入了夏季，直到最終海水被大量蒸發，整個地球成了荒蕪的行星，佈滿火山地形和岩漿海。如果玩家在時間內並沒有建造好艦隊，最終就會見到地球爆炸的結局。然而同時，玩家也必須在軍事上投入資源，並到各地征伐、奪取資源。遊戲會同時在兩個地區進行：玩家一開始的基地和任務地區，藉由一艘運輸船，玩家可以自由的讓軍隊和資源來回兩地。
- 玩者可以以模組化的方式自由組件自己的部隊，先選擇基礎的底盤，再替底盤加裝武器和裝備。除了那些基礎的部隊（採礦車、建築車一類），所有單位都由這個方式設計出來，有些武器裝備可以在單位之間互相通用，這個設計使玩家可以依據戰況裝配自己的軍隊。此外，遊戲裡沒有步兵單位，除了因為在當年的3D技術上繪製精細物品有困難，也因為當年遊戲原本鎖定的德國市場的嚴格審查制度。
- 和其他即時戰略遊戲普遍沒有補給彈藥的問題不同，實彈武器，像是機槍和火箭，擁有彈藥數量的限制，一個使用這種武器的部隊在一陣激烈的交戰後可能會把手上的彈藥全部打光。在遊戲裡必須透過一架專門的運補飛機來替該單位補充彈藥，這使得遊戲進行可能有更多變數：一群失去彈藥補給的部隊是完全沒有戰鬥能力的。不過使用能量武器的部隊沒有補給問題。
- 武器可以簡單的分為實彈系和能量系兩種。部隊的裝甲可以抵抗傳統實彈攻擊，而防護罩專門抵擋能量系武器。
- 在遊戲中，玩家必須透過研發才能使用新的部隊、武器或裝備，無論何者都要透過研發才能使用，並且是分開研發的。導致遊戲有一個龐大的科技樹系統。
- 部隊有許多種作戰反應原則可以選擇，例如追擊或堅守崗位，開火與否和精確射擊或快速射擊。
- 遊戲的另一項特色是日夜變化和天氣系統。例如，如果部隊在晚上把燈關起來，能見度將變得極差，不過能得到極佳的隱蔽效果。而關於天氣系統，以大雨作為例子，部隊的移動速度將因此減慢。LC可以建造天氣控制器（他們的超級武器），除了任意的操控天氣以外，還能降下閃電與隕石雨。
- 玩者可以挖掘戰壕、把地整平或造橋，也可以把建築車運到地下挖築隧道，一路通到玩者想去的地方。
- 玩家可以開啟兩個次要攝影機，包含原來的攝影機同時監控三個地方，並能透過這些攝影機進行指揮。

## 外部連結
- 《公元2150》官方網站 （页面存档备份，存于） （英文）
- 莫比游戏上的《《公元2150》》（英文） （英文）